# Рассвет (Буздякский район)
Рассвет (баш. Рассвет) — село в Буздякском районе Республики Башкортостан Российской Федерации. Входит в состав Гафурийского сельсовета.

## География

### Географическое положение
Расстояние до:
- районного центра (Буздяк): 21 км,
- центра сельсовета (Гафури): 14 км,
- ближайшей ж/д станции (Буздяк): 22 км.

## История
До 10 сентября 2007 года называлось Селом Политотделовского отделения Буздякского совхоза.

## Население
| 2002 | 2009 | 2010 |
| ---- | ---- | ---- |
| 311  | ↘304 | ↘265 |